# هيروشيما (محافظة)
محافظة هيروشيما (باليابانية: 広島県، هيروشيما-كن) إحدى محافظات اليابان، تقع في منطقة تشوغوكو، جنوب جزيرة هونشو. عاصمتها مدينة هيروشيما.

## توأمة
لهيروشيما (محافظة) اتفاقيات توأمة مع كل من:
- سيتشوان (17 سبتمبر 1984 - )[3]
- هاواي (30 مايو 1997 - )[3]
- ولاية غواناخواتو (6 نوفمبر 2014 - )

## معرض صور

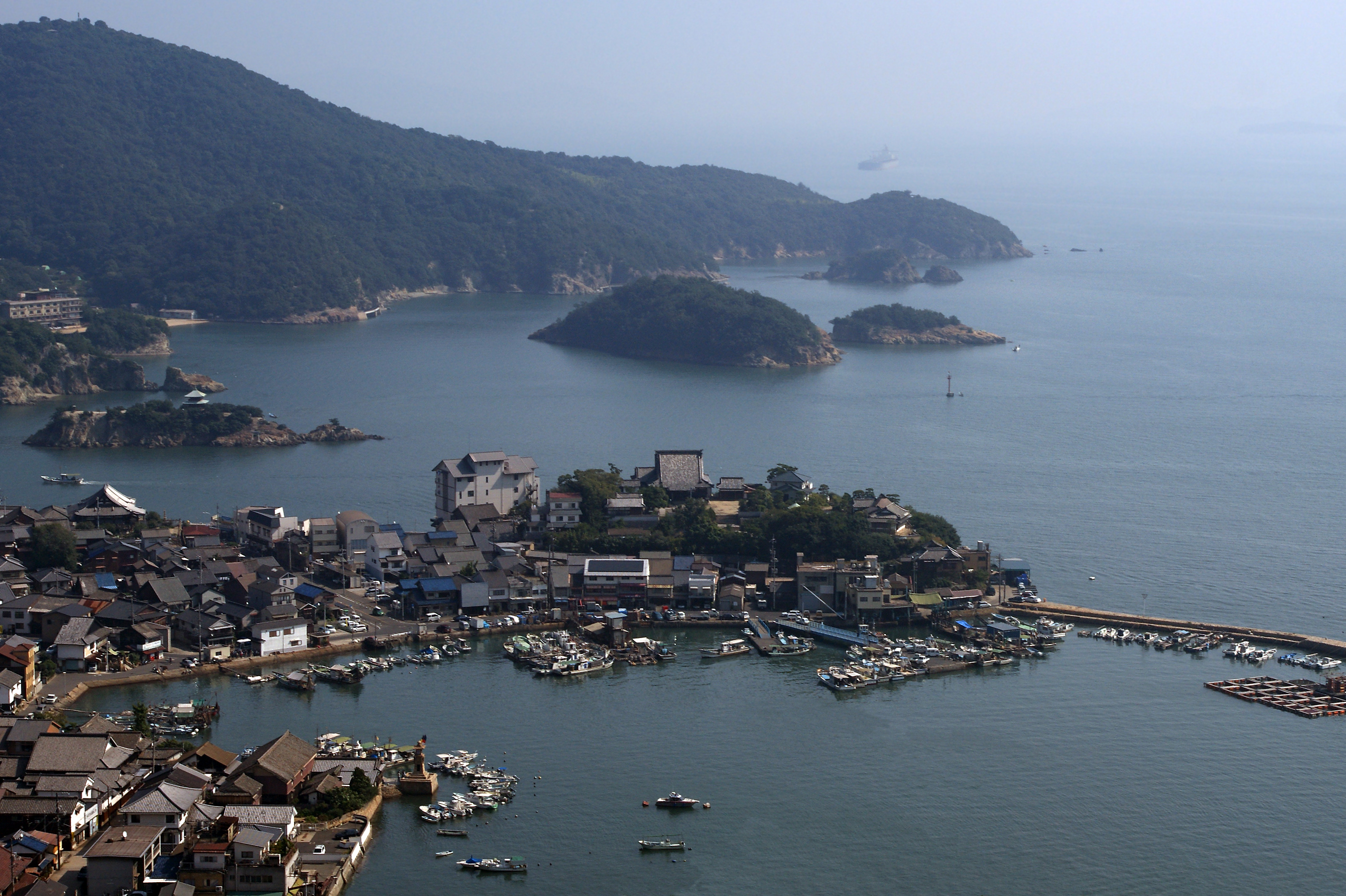
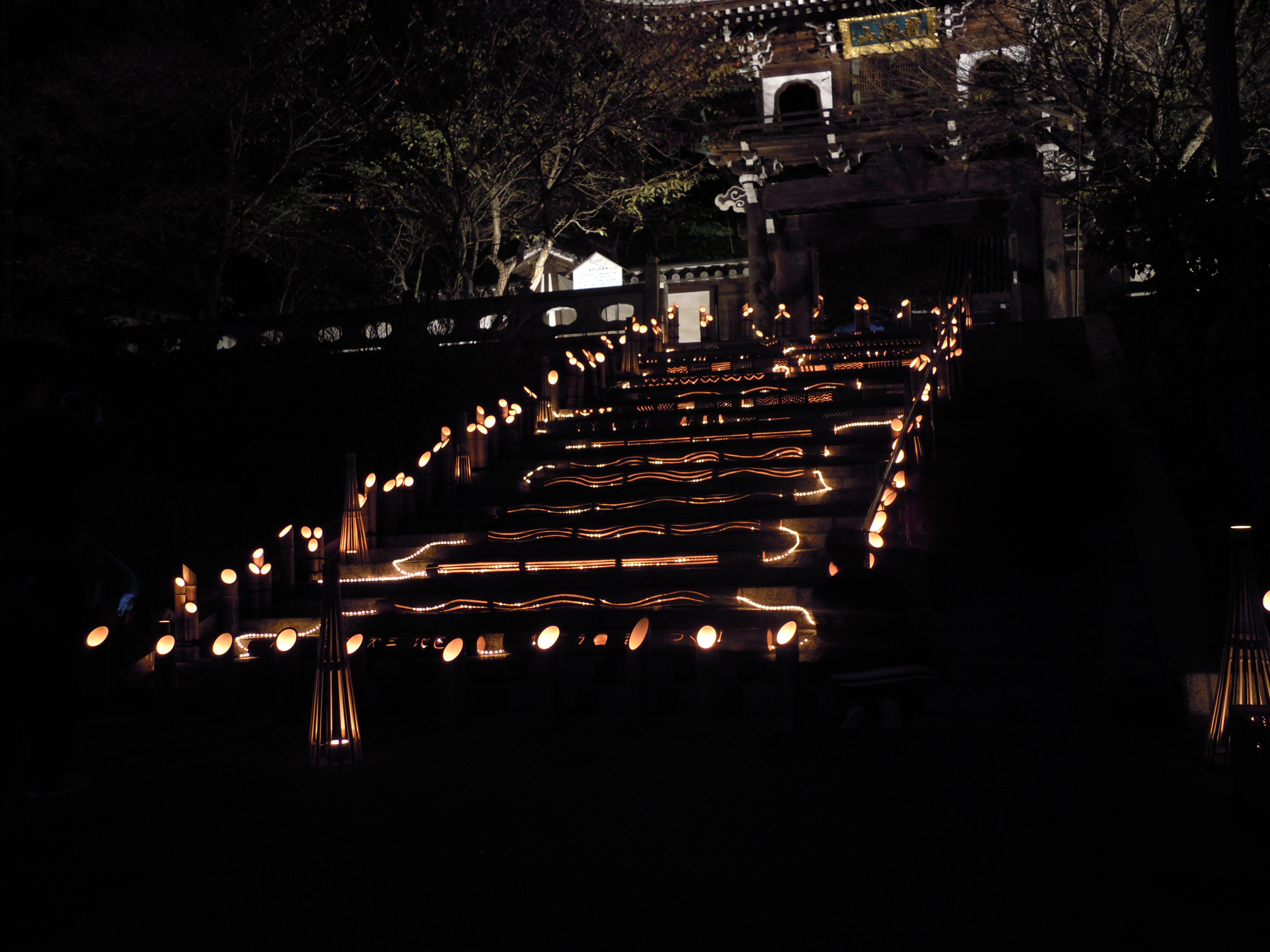
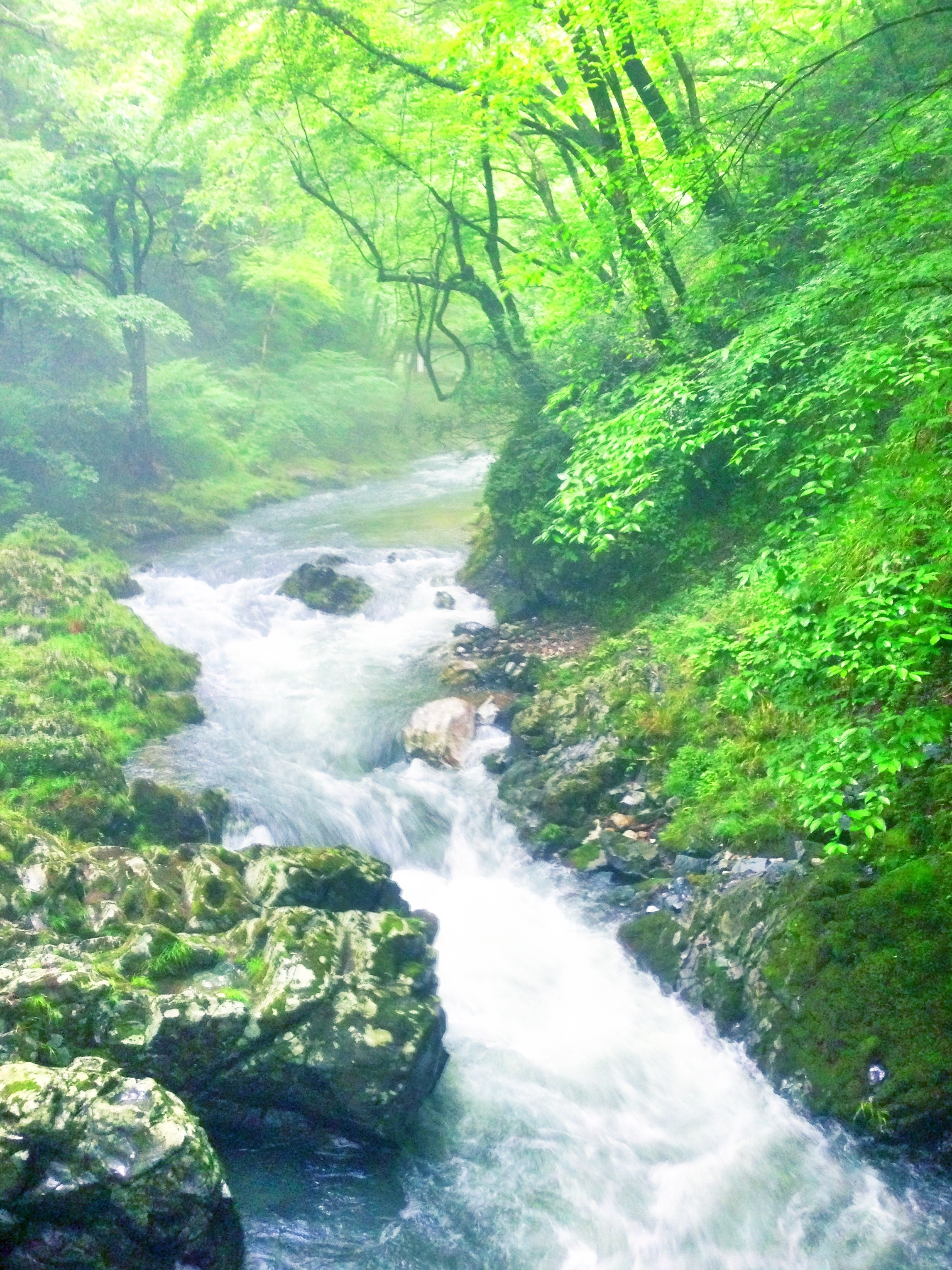
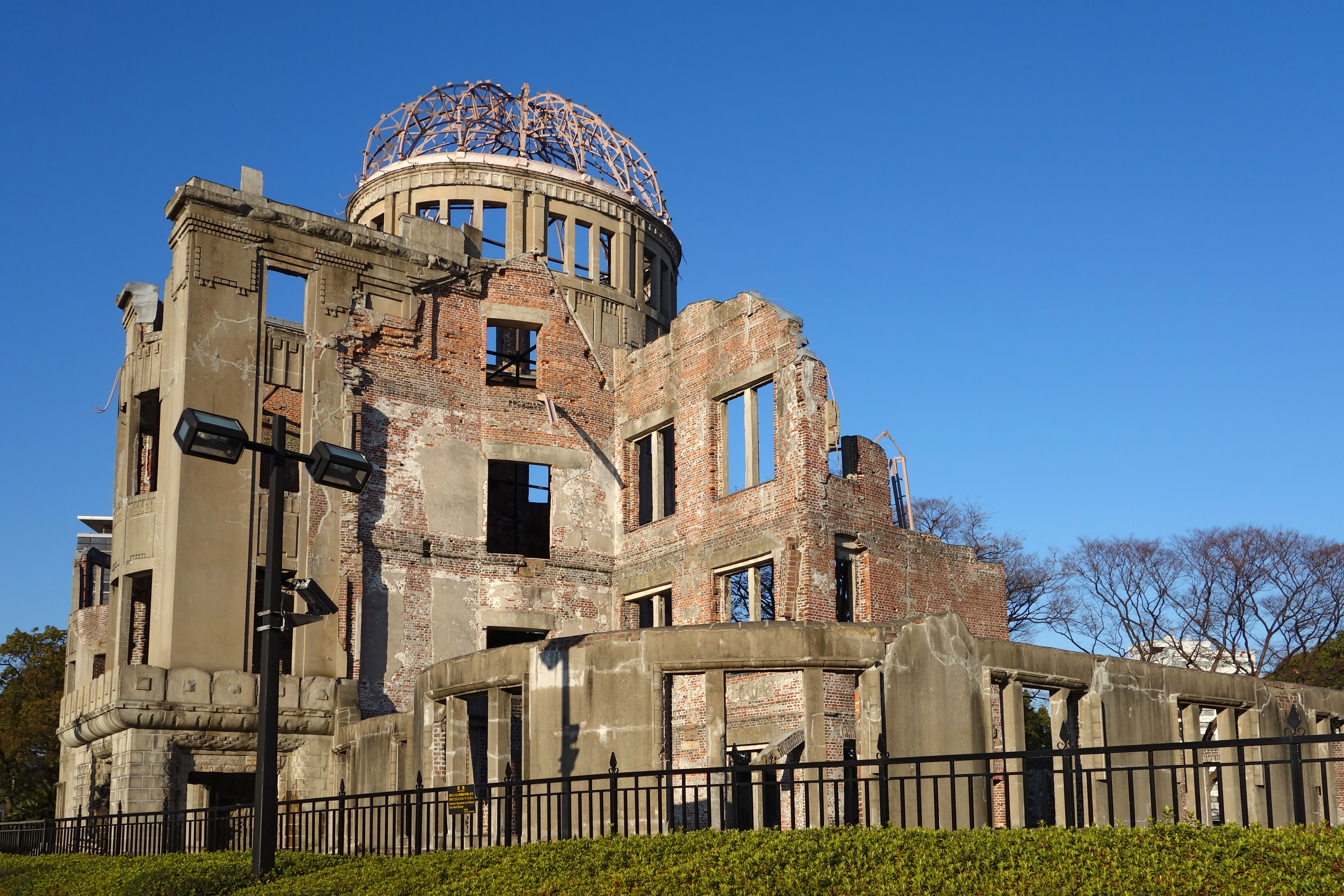
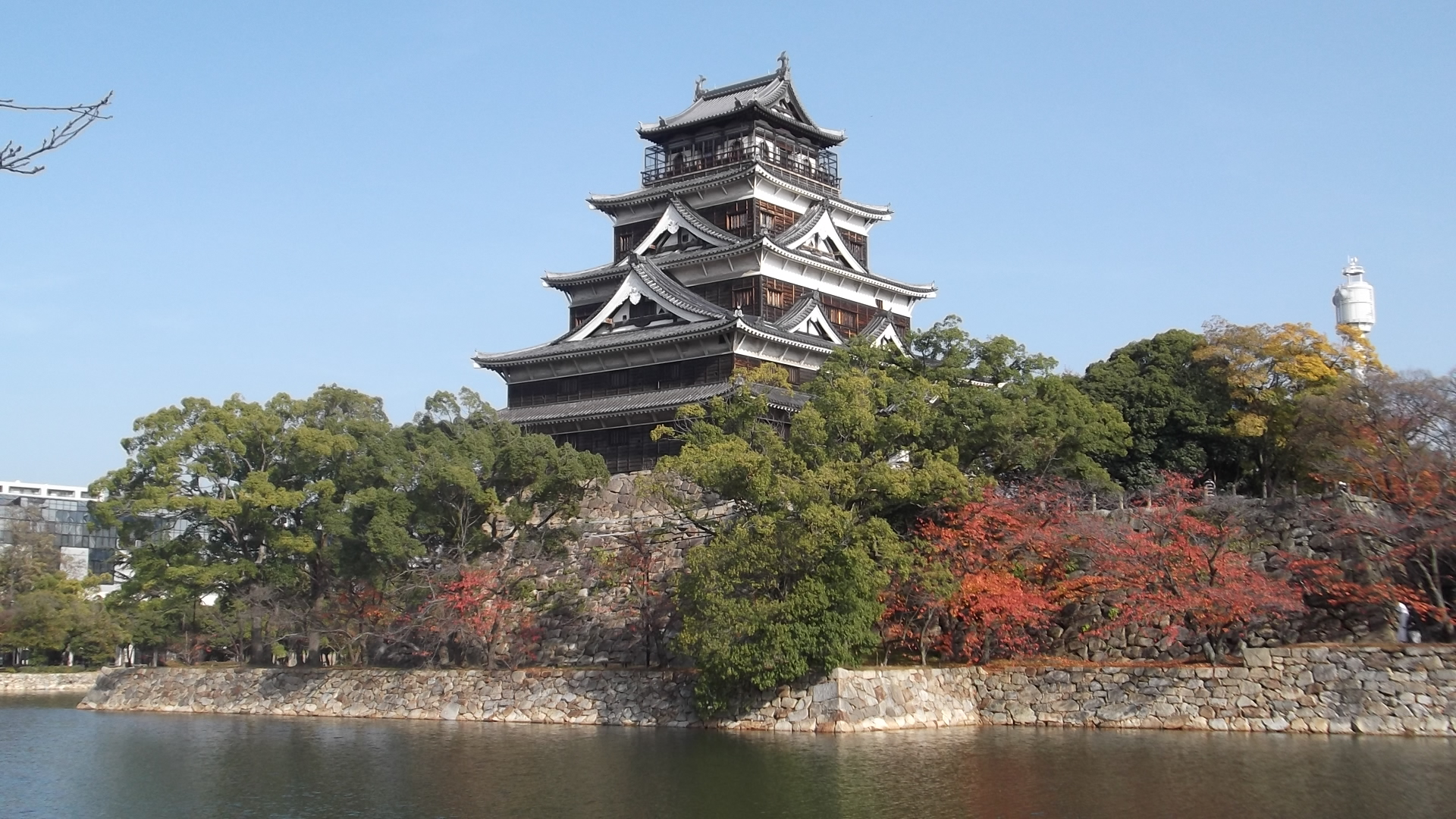
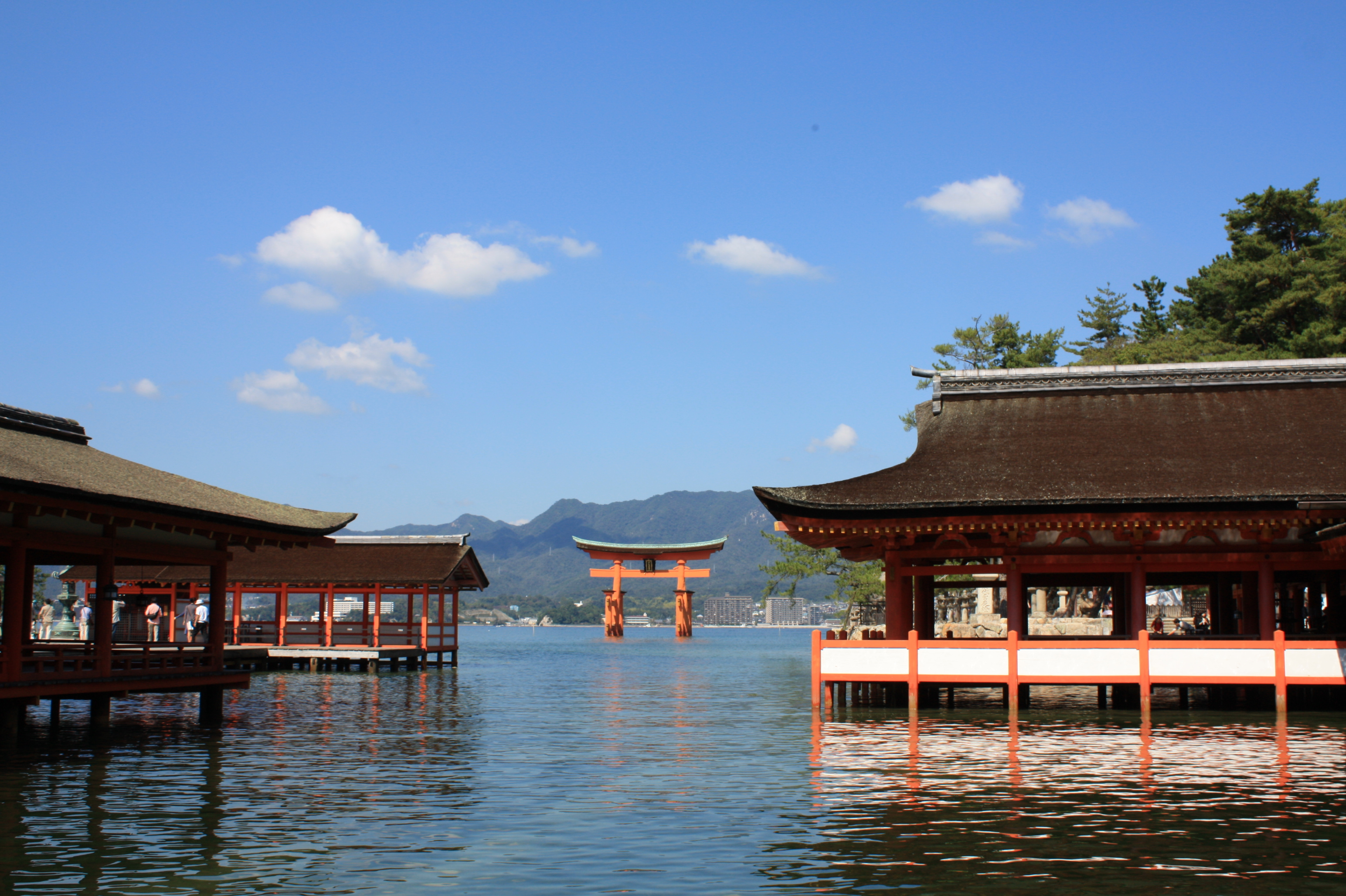

## أعلام
- شيهو كوباتا
- سيجي يوكوياما